# Mörkrets hjärta
Mörkrets hjärta (engelsk originaltitel: Heart of Darkness) är en kortroman skriven på engelska av den polsk-brittiske författaren Joseph Conrad. I bokform gavs romanen ut som en av tre berättelser i Youth: A Narrative - and two other Stories 1902, men redan 1899 publicerades den i tre delar i tidskriften Blackwood's Magazine. Mörkrets hjärta handlar om hur människan kan slita sig loss från de moraliska värderingar hon skulle haft i en viss miljö och situation, om hon hamnar i en situation där dessa mänskliga moraliska begränsningar och hämningar inte längre är nödvändiga.

## Bakgrund
Under 1890-talet gjorde Conrad en resa till Kongo, och reste längs Kongofloden med ångbåten Roi des Belges ("belgarnas kung"). Conrad hade stora förhoppningar på resan, som dock slutade i sjukdom, utmattning och desillusion. Området var då en del av Kongofristaten, mer eller mindre Leopold II av Belgiens egen koloni. När romanen gavs ut 1902 var kritiken runtom i Europa tilltagande mot hur Kongofristaten utnyttjades, vilket ledde till att kung Leopold tvingades överlämna kolonin till den belgiska staten 1908. Även Conrad skrev alltmer passionerat om den belgiska grymheten i Kongofristaten. 1903 skrev Conrad i ett brev till diplomaten Roger Casement:
"Det är verkligen egendomligt att det europeiska samvete som för sjuttio år sedan på humanitära grunder tog död på slavhandeln tolererar Kongofristaten idag. Det är som att den moraliska klockan ställts tillbaka många timmar."
Den brittiske liberalen Edmund Morel använde sig av Conrads utlåtande i sin kampanj mot kung Leopold II. Morel har också kallat Mörkrets hjärta för "det mest kraftfulla som någonsin skrivits om ämnet", syftande på Leopolds utnyttjande av den kongolesiska befolkningen.

## Handling
I Mörkrets hjärta följer man inledningsvis en besättningsman på yawlen Nellie. Personen beskriver sin omgivning detaljrikt och noggrant, men personens namn nämns aldrig. Det är irrelevant för själva historien.
Bland passagerarna på båten finns även huvudpersonen Charlie Marlow, som introduceras av den anonyme besättningsmannen. Marlow berättar om sin resa på en flodångare på väg till "Den övre stationen" i en ej namngiven europeisk koloni. Även om denna koloni aldrig nämns vid namn tyder det mesta på att det rör sig om Kongostaten, dels med tanke på Joseph Conrads egen bakgrund som skeppare på Kongofloden, dels att Conrad sagt själv att romanen utspelar sig i Kongo. Den flod som beskrivs i romanen har dessutom Kongoflodens form. Marlows uppdrag är att ta reda på vad kolonialkompaniets representant, Kurtz, på den övre stationen, har för sig. Ju närmare ångfartyget kommer desto tydligare blir tecknen på att allt inte står rätt till i den övre stationen.
Mörkrets hjärta är en fysisk resa och reseskildring uppströms Kongofloden, men det är också en psykologisk skildring, och romanen har beskrivits som "Conrads längsta resa in i sig själv." Marlow beskrivs som en man som inte känner sig själv och som ger sig iväg på jakt för att hitta sitt sanna jag, som genom resan mot sig själv når tillbaka till människans ursprung och mest atavistiska sida, och som därefter återvänder till Europa som en förändrad och visare människa. Vägen dit tycks gå genom en nattlig dröm: återkommande beskriver Marlow hur drömsk situationen på ångbåten är. Guérard i sin analys pekar på att den drömska aspekten är det enda möjliga sättet att skildra de djupa psykologiska spörsmålen på, och att en större klarhet inte skulle vara mer begriplig.

## Analys

### Stildrag och berättarteknik
Mycket har skrivits om berättartekniken i Mörkrets hjärta, som på flera olika vis är speciell. Romanen består av två distinkta berättarnivåer. Den första berättarnivån är ramberättelsen, som berättas av en ej namngiven person ombord på en båt i Themsen. Denna nivå inleder och avslutar romanen, och består av allmänna betraktelser. Den ej namngivne personen introducerar huvudpersonen Marlow, som är en besättningsman ombord på båten. Därmed inleds den andra berättarnivån, där Marlow återger sina upplevelser från sin resa till "Mörkrets hjärta". Marlow som berättare är komplex, och Henry James har konstaterat att Marlow förefaller vara en filosof med en vokabulär som vida överskrider det man kan förvänta sig av en sjöman under artonhundratalet. Virginia Woolf beskriver Marlow som "introspektiv och analytisk, medveten om sin egen särart." Marlows skildring är tämligen detaljrik, och litteraturvetaren Albert Guérard har konstaterat att Conrad, med detaljrikedomen, liksom André Gide senare, strävade efter att få läsaren att se: "Mörkrets hjärta är en förteckning över vad som har setts och gjorts."
Litteraturprofessorn Ian Watt menar att det som gör Mörkrets hjärta nydanande bland modern litteratur är dess stildrag. Han definierar tre distinkta drag som bidrar till denna nydanande karaktär:
1. Berättarstrukturen, med dess två distinkta berättarnivåer. Den andra och huvudsakliga berättarnivån, Marlows skildring av sina upplevelser, består, enligt Watt, i sin tur av två distinkta karaktärsdrag:
2. Å ena sidan ett symbolistiskt drag, där berättelsens innebörd, som i romanens början liknas vid skalet av en nöt eller diset kring ett sken, är större än själva berättelsen, som liknas vid nötens kärna eller själva skenet.
3. Å andra sidan ett impressionistiskt drag där just själva diset eller dimman står i centrum.

#### Impressionism
Watt lyfter således fram en såväl symbolistisk som impressionistisk aspekt av berättarstilen. Det impressionistiska draget menar Watt består i två huvudsakliga aspekter. Den ena kallar han för en "subjective moral impressionism" (ungefär subjektiv moralisk impressionism). Med detta menar Watt att Mörkrets hjärta har ett starkare fokus på seende och synlighet än kunskap och förståelse, och att en central del av Marlows berättelse handlar om hur en individs kunskap om en annan individ kan påverka hur individen ser på verkligheten, men också att det i denna kunskap finns en osäkerhet och tvivel inbyggd som pekar mot hur mycket det är som människan inte vet, om andra människor liksom verkligheten i sig. Den andra aspekten kallar han för "delayed decoding" (ungefär försenad avkodning), som innebär en klyfta mellan när ett känslointryck beskrivs och när det namnges. Detta leder, enligt Watt, till en klyfta mellan intrycket och förståelsen av det, vilket emellanåt har en närmast komisk effekt, men framförallt en vilja att snarare skildra händelsernas känslomässiga effekter än deras innebörd. Effekten av de två aspekterna menar Watt leder till en säregen syn på tolkningsprocessen, där läsaren tvingas försöka uttyda en mening ur ett slumpmässigt "bombardemang av känslointryck."
I jämförelse med Lord Jim och Nostromo menar dock författaren och professorn Albert J. Guérard att romanen varken rumsligt eller tidsligt har samma dunkel eller tvetydighet, men att berättelsen tycks löpa fram och tillbaka som en serie vågor inför kommande tidvatten. Prosan är varierad, både när det kommer till dess rytm och förhållandet mellan det allmänna och det partikulära.

#### Symbolism
Det symbolistiska draget är inte lika tydligt som det impressionistiska, och är något som Watt i högre grad uttolkar än finner stöd för hos Conrad själv. Han ser dock två drag som han menar knyter an till symbolismen, dels vad han kallar för en symbolistisk ontologi, och dels en expressiv teknik. Den symbolistiska ontologin menar Watt utgörs av drömska episoder som strävar efter att skildra en "större verklighet" på en högre abstraktionsnivå. Den expressiva tekniken har mer att göra med språkliga tekniker, med en musikalisk suggestivitet och tro på ords styrka. Dessutom innebär den symboliska jakten på Mörkrets "hjärta" en explicit form av symbolism i sig: Watt menar att romanens struktur i hög grad baseras på symboliska handlingar och objekt, med en resa, ett dödsfall och ett återvändande och spelet mellan mörker och ljus. Innehållet, med den spirituella upptäcktsresan genom ett exotiskt djungellandskap, menar han också kan sägas ha en symbolisk innebörd.

### Tematik
Bernt Olsson och Ingemar Algulin menar att Mörkrets hjärta är "en allegori och en moralitet över kolonialismen, som leder till förljugna storhetsdrömmar, till ekonomiska vinster och bankrutter och till etiska haverier." Kurtz sägs utgöra "inkarnationen av västerlandets ideal, 'ett människokärlekens och vetenskapens och framåtskridandets sändebud', en 'elitintelligens' som är 'resultatet av en allmän europeisk samverkan'." Med avbildandet av misshandel av infödda afrikaner kom den dåtida synen på den idealiserade kolonialismen att ställas på sin spets, och Mörkrets hjärta med sin västerländska samvetsproblematik som tema har fortsatt att vara aktuell.
Ett viktigt tema är spelet mellan mörker och ljus, där ljuset dels kan representera upplysningen, kolonisatörernas överlägsenhet gentemot det "afrikanska mörkret" och bristen på civilisation inne i "mörkrets hjärta", dels även motståndet mot optisk absorption och hur den fotografiska exponeringen omöjliggörs med bortovaron av ljus. Medieforskaren Jan Holmberg menar att den dessutom inte bara handlar om mediet fotografi, utan också om ljudinspelningen och fonografen. Grunden till detta är dels ramberättelsen, där huvudpersonen Marlow återberättar sin historia från resan inne i "mörkrets hjärta" för en bolagsrepresentant, en kusin och en journalist, och hur det enda han egentligen kommer ihåg av Kurtz − vars utseende han knappt kan erinra sig − var rösten:
| ”                                                     | Det fanns en lampa i mässen − ljuset kändes som en lisa − därutanför var det beckmörkt, otäckt mörkt. Jag återvände aldrig till den märklige man som själv hade uttalat domen över sin själs äventyr här på jorden. Rösten var borta. Hade där funnits något mer? | „ |
| – Kurtz dödsscen, återgiven i Holmbergs "Medialitet". | |   |

Rösten har helt försvunnit, och i och med att det var genom rösten som Kurtz intryck var som starkast, så var också det som var Kurtz storhet som bortblåst. Holmberg kommenterar detta med att "slutsatsen måste bli att Mörkrets hjärta handlar om vådan av att gå in i mörkret utan fonograf."

### Symbolik
Kurtz, den person som resan in mot "Mörkrets hjärta" strävar efter att finna, har setts symbolisera många olika saker, bland annat den europeiska kolonialismens grymhet. Det finns också en möjlig verklig bakgrund till personligheten, nämligen en person vid namn Georges Antoine Klein och som dog ombord på den båt, Roi des Belges, som Conrad reste på. Dessutom betyder "klein" liten på tyska, medan "Kurtz" betyder kort, ett längdförhållande med symbolisk betydelse i romanen.
Conrad använder återkommande bildspråk och symbolik från växtriket i romanen, inte minst gräs som är en återkommande metafor. Vad metaforen står för varierar dock, från att tyda på liv i den europeiska staden till att känneteckna den kongolesiska nattens svårmod.

## Mottagande
Mörkrets hjärta var redan när den publicerades en uppmärksammad och omdebatterad roman. Tidiga recensenter insåg att verket var ovanligt och inte passade in i gängse kategorier. Edward Garnett, en engelsk författare och kritiker, såg det som årets litterära händelse när romanen tillsammans med Youth och The End of the Tether gavs ut 1902. Han förutspådde förvisso att de två andra skulle bli mer populära än Mörkrets hjärta, men att Mörkrets hjärta vid närmre analys var ett mycket talangfullt verk, som på ett mästerligt vis skildrade den psykologiska konflikten mellan den europeiska och den afrikanska kontinenten. Garnett jämför i sin recension det psykologiska djupet med Dostojevskijs Brott och straff. Medan recensenten i Manchester Guardian lyfte fram romanens modernitet menar recensenten i Times Literary Supplement att det är en ganska klassisk sjöfararroman, en berättelse med starka drag av Gustave Flaubert. Recensenten i The Athenaeum hyllade Conrads unika förmåga att på bara några få sidor skapa en väldigt särpräglad atmosfär.
Virginia Woolf lyfte fram romanen, och särskilt karaktären Marlow, i ett minnesord över Conrad 1924. Hon menade att Marlow både är minnesvärd som karaktär och intressant som berättargrepp. Henry James ser romanen som en företrädare för "den nya romanen." Albert Guérard såg romanen som "en av de stora, mörka betraktelserna i litteraturen, och ett av de renaste uttrycken av melankoliska stämningar." E.M. Forster kritiserade däremot romanen för att vara svårförståelig och knappast värd ansträngningen eftersom det som döljs är "ånga snarare än en juvel." Conrad, menar Forster, utlovar ständigt stora filosofiska sanningar, men avstår i sista sekund genom skenmanövrar.

### Synen på kolonialism
De senaste årtiondena har mycket av debatten kretsat kring frågan om Conrads inställning till kolonialismen. 1975 kritiserade den nigerianske författaren Chinua Achebe i ett uppmärksammat tal romanen för att vara rasistisk, och för att skildra koloniala stereotyper om afrikaner. Achebe menar att Conrads verk följder den klassiska västerländska psykologins syn på Afrika som Europas bakgrund och antites, en syn som han ser som rasistisk, liksom Conrads välja att skildra Afrika som ett oförståeligt mysterium. Achebe analyserar några passager som han menar visar på att Conrad i verket argumenterar för att afrikaner bör hålla sig på sin plats, och att de är "rudimentära själar". Om européns förhållande till afrikanen menar han att det längsta Conrad i sitt verk kunde sträcka sig till var ett avlägset släktskap, och att han till och med ifrågasätter svarta människors mänsklighet. På grund av detta drar Achebe slutsatsen att "Joseph Conrad rakt igenom var en rasist." Författare som Wilson Harris och V.S. Naipaul har ställt sig bakom Achebes anklagelse, ställt sig kritiska till Conrads syn på Afrika och sett honom som en kolonialist.
Den amerikanske poeten Hunt Hawkins har i en artikel försökt nyansera Achebes kritik. Han ger Achebe rätt i en hel del av kritiken, men menar att det är för förenklande att se den täta och komplexa romanen som raktigenom rasistisk. Han instämmer i att afrikaner ofta avhumaniseras och att få afrikanska karaktärer ges utrymme, men han menar också att romanen, trots att den använder ett emellanåt socialdarwinistiskt språkbruk, snarare invänder mot europeisk imperialism och rasism än att förespråka desamma. På samma tema konstaterar han att huvudmålet för Conrad tycks vara att studera européns beteende, och inte att ge en fullständig psykologisk skildring av artonhundratalsafrikanen. Hawkins nämner professorn i engelska Frances B. Singh, som konstaterar att Conrad kopplar ihop "mörkret" i titeln med afrikanen, men invänder och säger att "mörkret" enligt Marlow inte bara finns i Afrika utan överallt. Således drar han slutsatsen att det bestående politiska arvet av Mörkrets hjärta är dess allmänna kritik av illdåd, och att "Mörkrets hjärta" som begrepp närmast har blivit synonymt med illdåd: "långt ifrån att uppmuntra till folkmord observerade Conrad klart och tydligt mänsklighetens vidriga förmåga och gav den ett namn."
I en svensk horisont har Gunnar Fredriksson förvånats över Achebes syn − även om han vidhåller att Conrad ej heller var antikolonialist. I sin recension av Einar Heckschers nyutgåva konstaterar Magnus Erikson på SvD att "berättelsen är en hård vidräkning med den belgiska kolonialismen", samtidigt som "Marlow säger att det uträttas ett gott arbete i de delar av världen där britterna härskar. Ingenting tyder på att vi skall tolka hans utsagor ironiskt, eller mot den avsikt de markerar. Det är just dubbelheten, kontrasten mellan kolonialismens idé som den manifesteras av britterna och dess realitet, manifesterad av kontinentaleuropéerna, som gör boken till ett mästerverk."
Synen på kolonialism debatterades dock redan av de första recensenterna. Garnett i sin recension menar att Conrad inte tar någon ställning, utan att det som tematiseras är den psykologiska konflikten mellan européer som tappar sin moral och ett ociviliserat Afrika. Recensenten i Manchester Guardian menar dock att romanen inte ska läsas som en kritik av kolonialism eller imperialism, utan snarare som ett ungdomligt äventyr.

## Eftermäle och bearbetningar
Mörkrets hjärta var ett viktigt inslag i den internationella kampanjen mot folkmordet i Kongofristaten som 1908 ledde till att kung Leopold II lämnade över kolonin till belgiskt styre. Emellertid har inte eftervärlden alltid tolkat det som en redogörelse för en specifik plats och en specifik tid; man har ofta sett den som en redogörelse för människans mörka sida i alla tider. I Francis Ford Coppolas filmatisering av boken, Apocalypse (1979), vilket är en av flera filmatiseringar, har handlingen bearbetats kraftigt och förlagts till Vietnamkriget. Dock nämns varken Afrika eller Kongo någonstans vid namn i boken eller filmen.
Olof Lagercrantz har behandlat verket ingående i sin monografi "Färd med mörkrets hjärta" (1987). En grundlig litteratur- och idéhistorisk undersökning av bakgrund och tema för Conrads bok har gjorts av författaren Sven Lindqvist i boken Utrota varenda jävel (1992). T. S. Eliot alluderar till romanen i The Hollow Men, och John le Carré berör den i både Den trägne odlaren och Den gode tolken. Nick Davies, känd för att ha upptäckt News of the Worlds avlyssningar, skrev Dark Heart som tydligt anspelade på romanen, och − trots sin kritik − var V.S. Naipaul, tillsammans med bland andra Graham Greene, imponerade. Utöver Lindqvists avhandling av den har även Michaela Wrong och Tim Butcher, bland andra, författat analyser av dess innehåll. Dessutom har Tarik O'Regan gjort opera av den, och den har gjorts till både teater, film och TV-serie.

## Svenska översättningar
Mörkrets hjärta har översatts till svenska av Louis Renner 1949, Margaretha Odelberg 1960 (nya upplagor 1969, 1983, 1987, 1988, 1992, 1996, 1998, 2014 och 2017; som ljudbok inläst av Max von Sydow 2007 och inläst av Björn Pedersen 2014), Per Sandborgh 2005 (ljudbok inläst av översättaren)., Einar Heckscher 2006 (nya upplagor 2008 och 2016) och Christian Ekvall 2019.